# Котяминер
 Котяминер  — деревня в Параньгинском районе Республики Марий Эл. Входит в состав Елеевского сельского поселения.

## География
Находится в восточной части республики Марий Эл на расстоянии приблизительно 11 км по прямой на север от районного центра посёлка Параньга.

## История
Основана в начале XIX века. В 1859 году в Котяминере насчитывалось 6 дворов, 41 житель, в 1869 здесь было 8 дворов, 67 человек, в 1884 12 и 91 соответственно. В начале XXI в деревне было 27 домов. В советское время работали колхоз «Пеледыш», совхозы «Кугушенский» и «Елеевский».

## Население
Население составляло 94 человека (мари 99 %) в 2002 году, 80 в 2010.

## Известные уроженцы
Рязанцев Юрий Иванович (1940—1993) —  марийский советский актёр театра, театральный режиссёр, поэт. Актёр, заведующий литературно-драматической частью Марийского театра драмы имени М. Шкетана (1965—1993). Народный артист Марийской ССР (1991). Лауреат Государственной премии Республики Марий Эл (1993, посмертно).